# Mickaël Meira
Mickaël Meira (Ajaccio, 25 gennaio 1994) è un calciatore francese naturalizzato portoghese, portiere del Béroche-Gorgier.

## Carriera

### Club

#### Inizi giovanili e Sporting Lisbona B
Nato ad Ajaccio, in Francia, da padre di nazionalità portoghese, Meira entra a otto anni nelle giovanili del Gazélec. Nel 2003 lascia la Corsica per trasferirsi in Portogallo, prima al Grupo Recreativo Amigos da Paz e in seguito, nel 2006-2007, nel vivaio del Benfica.
Dal 2007 al 2009 fa parte delle giovanili del Fátima, mentre in seguito viene aggregato allo Sporting Lisbona, che lo fa integrare nella sua squadra di riserve. Il 16 dicembre 2013 gioca la sua prima partita di Segunda Liga con lo Sporting Lisbona B, nella vittoria per 2-0 contro il Braga B.

#### AEL Limassol e Atletico Lisbona
Il 31 agosto 2014 raggiunge un accordo coi ciprioti dell'AEL Limassol, provando risentimento per il trattamento, a suo dire poco rispettoso, ricevuto negli anni passati allo Sporting. Nella successiva finestra di mercato invernale ritorna in patria, nelle file dell'Atletico Lisbona, giocando una stagione e mezza in seconda divisione.

#### Boavista
Il 2 giugno 2016 firma un triennale col Boavista. Il 18 settembre gioca la sua prima partita in Primeira Liga, la sfida persa 1-2 in casa contro il Feirense. L'esperienza al Boavista non è molto proficua in termini di presenze, visto che Meira scende in campo solamente in altre tre occasioni in campionato. Alla fine della stagione, passata da secondo portiere, rescinde anzitempo il contratto con la squadra di Oporto. Dal 1º luglio 2017 rimane quindi svincolato.

#### Le esperienze in Europa orientale
Dopo un anno di inattività dal mondo del calcio, il 5 agosto 2018 Meira viene ingaggiato dallo Zimbru Chișinău, club di Divizia Națională. Rimasto per una stagione in Moldova, nel 2019-2020 si trasferisce al Gloria Buzău, in seconda divisione romena, ma a metà stagione è uno dei tanti giocatori ad essere ceduti, seconda la volontà del manager Ilie Stan.
Il 7 febbraio 2020 passa al Lori, in Premier League armena, rimanendovi fino al termine della stagione. Dopo questa esperienza torna brevemente in Portogallo dove si aggrega ai dilettanti dell'Amora, piccolo club non lontano da Setúbal.
Il 25 gennaio 2021 fa ritorno in Moldova, questa volta al Petrocub Hîncești, con cui sottoscrive un contratto biennale.

### Nazionale
Nonostante il doppio passaporto francese e portoghese, ha deciso di rappresentare la nazionale lusitana. Nel 2011 scende in campo per una volta col Portogallo under-18.